# 小曽根実
小曽根 実（おぞね みのる　1934年4月20日 - 2018年2月15日）は、日本のジャズピアニストおよびハモンドオルガン奏者。兵庫県神戸市出身。滝川高等学校卒業。

## 来歴・人物
小学校のころからピアノに親しみ、関西大学生のころからジャズ演奏ユニットを立ち上げ演奏活動をするとともに、テレビの音楽番組での演奏を担当するようになる。中でも讀賣テレビ放送製作の「11PM」では9年間にわたりピアノ演奏を担当していた。
そのほかにも、東京12チャンネル（現・テレビ東京）・近畿放送（現・KBS京都）・サンテレビジョン3社共同制作のワイドショー番組「こんにちは!奥さん2時です」のサンテレビジョン制作分の司会、ラジオパーソナリティ等多彩な活動をしていた。
阪神・淡路大震災では自宅が被災。しかし、日本ジャズ発祥の地である神戸出身の小曽根は「神戸のジャズは健在なり」を合言葉に、被災地の復興支援のための演奏会 を展開した。その後も上海万博での演奏会などにも参加した。
「神戸ジャズCITY委員会」委員長を長く務めた。世界的ジャズピアニストとして知られる小曽根真は長男。
2018年2月15日、心不全のため死去。83歳没。

## 出演番組
- こんにちは!奥さん2時です（サンテレビジョン）
- ドラ金 小曽根Co.カンパニー（ラジオ関西）